# Centro Comercial Mediterráneo
Centro Comercial Mediterráneo se encuentra situado en la ciudad española de Almería, ubicado en el barrio de Villablanca.

## Historia
Inaugurado en diciembre de 1998, se convirtió en el primer Centro Comercial de la ciudad. Con una superficie de 140 000 m² construidos, 70 000 son dedicados al hipermercado Alcampo y a una galería comercial con todo tipo de tiendas de moda, complementos, decoración, restauración y un complejo de cine de 10 salas. Se calculó que recibiría unos 7 millones de visitantes al año. Durante dos décadas fue el único hasta la inauguración en 2018 del CC Torrecárdenas. Con la apertura del último centro comercial, varias de las tiendas abandonaron este, para trasladarse al nuevo. Firmas como Zara, Bershka o McDonald's abandonaron el centro comercial, quedando su viabilidad comercial en entredicho en un futuro.

## Acceso

### Autovía
- A7: Salida Carretera de Ronda (446).

### Transporte público
|                                                                                      | Surbus Ir a la base de datos        | Surbus Ir a la base de datos | Surbus Ir a la base de datos | Surbus Ir a la base de datos | Surbus Ir a la base de datos |
| Línea                                                                                | Trayecto                            | Horario 1 Laborables         | Horario 2 Sábados            | Horario 3 Festivos           | Frecuencia 1/2/3             |
| ------------------------------------------------------------------------------------ | ----------------------------------- | ---------------------------- | ---------------------------- | ---------------------------- | ---------------------------- |
|                                                                                      | Centro-Torrecárdenas                | 6:35 a 22:40                 | 6:35 a 22:45                 | 6:35 a 22:45                 | 15´/25´/ 30´                 |
|                                                                                      | Torrecárdenas-La Goleta-Universidad | 7:30 a 16:04                 | (sin servicio)               | (sin servicio)               | 1h 10 min                    |
|                                                                                      | Rambla-Villablanca-CC Torrecárdenas | 6:50 a 22:40                 | 6:50 a 22:40                 | 7:05 a 22:20                 | 15´/15´/ 25´                 |
| - La frecuencia y el horario se refire a: Laborables / Sábados / Domingos y festivos |                                     |                              |                              |                              |                              |

## Establecimientos
Entre las diversas marcas que se encuentran, destacan Burger King, Foster's Hollywood y Pizza Hut en restauración; H&M, Desigual, Springfield, Cortefiel y Mango en ropa; Pandora y Parfois en joyería; o Douglas en perfumería, entre otras.